# ホモシスチン尿症
ホモシスチン尿症 （、英: homocystinuria） とは、先天的な遺伝子の異常によって過剰発生したホモシステインが尿中に大量排泄される先天性代謝異常症である。

## 概要
必須アミノ酸のひとつであるメチオニンの代謝経路において、中間生成物ホモシスチンの代謝酵素であるシスタチオニン–β合成酵素（シスタチオニン-β-シンターゼ）の先天的欠損によりホモシスチンがシスチンに変換されず、体内に多量に蓄積され尿中へ排出される先天性アミノ酸代謝異常症のひとつである。メチオニン代謝経路において、代謝不良によるメチオニン蓄積にあわせて、中間生成物ホモシスチンの一部がメチオニン合成酵素（メチオニンシンターゼ）によってメチオニンへと還元されることから血中メチオニン濃度が上昇するという特徴も併せ持つ。（代謝経路についてはメチオニン#他の生化学的過程を参照のこと）
常染色体劣性遺伝疾患で、患者割合は約40万から100万人に一人といわれている。

## 症状
出生時にはほとんどが無症状であるため、過去には発見が遅れることがあり、治療開始が遅くなるほど重篤性や合併症の危険が増す。1歳を過ぎたころから症状が出始め、3歳ごろからは骨格異常による高身長・四肢指伸長・続発性の骨粗鬆症、水晶体偏位による視力低下・緑内障などを引き起こす。また血中メチオニン濃度の調整がうまく行われていないと血栓症や塞栓症により死亡する場合がある。

## 診断
新生児マススクリーニング対象疾患であり、酵素法による検査で血中メチオニン濃度2 mg/dL以上、さらにHPLCによる再検査において1.5 mg/dL以上の場合としているが、血中メチオニン濃度増加は高メチオニン血症などでも見られるため様々な所見から総合的に判断される。また血液検査では血中ホモシスチン濃度と血中メチオニン濃度の特異な増加が見られ、尿検査では正常な人ではふつう検出されないホモシスチンが検出されるという特徴がある。

## 治療
血中ホモシスチン濃度を下げるため、メチオニンを制限または除去した食事療法を一生継続して行う。同時にメチオニンからの最終生成物であるシスチンが不足するためシスチンを添加した食事療法も行う。乳児期には雪印乳業や明治乳業が登録販売している治療用メチオニン除去ミルクを使用するが、メチオニンは成長に欠かせない必須アミノ酸であるため低メチオニンミルクに切り替えたり通常の乳児用ミルクと併用したりして摂取量をコントロールする。また、ホモシスチンをメチオニンへ還元する際の補助となるビタミンB6やビタミンB12、葉酸を併用して血中ホモシスチン濃度を下げるビタミン療法を行うこともある。